# Kristel Köbrich
Kristel Arianne Köbrich Schimpl (Santiago, 9 de agosto de 1985) es una nadadora chilena. Su especialidad son las pruebas de fondo, 800 y 1500 metros libre, donde ha obtenido importantes logros internacionales.
Ha destacado como la principal exponente en su disciplina en Chile, logrando buenas participaciones en Juegos Olímpicos, campeonatos mundiales, Juegos Odesur, Juegos Panamericanos y Sudamericanos de natación, además de competencias nacionales. Es la deportista chilena con más participaciones en Juegos Olímpicos, participando de forma ininterrumpida en 6 ediciones, desde Atenas 2004 hasta París 2024.

## Trayectoria

### 2003-2006
En los Juegos Panamericanos de 2003 en Santo Domingo, hizo historia al ser la primera nadadora chilena en conseguir una medalla en un campeonato de tal envergadura, tras salir tercera en los 800 metros libres con una marca de 8:43,90. 
En tanto, en los Juegos Olímpicos de Atenas 2004 quedó en la decimoquinta posición en la misma prueba, marcando 8:40,41, logrando la ubicación más destacada de una nadadora chilena en unos Juegos Olímpicos. Además, fue la abanderada olímpica de Chile en la ceremonia de apertura de esos Juegos.

### 2007-2009

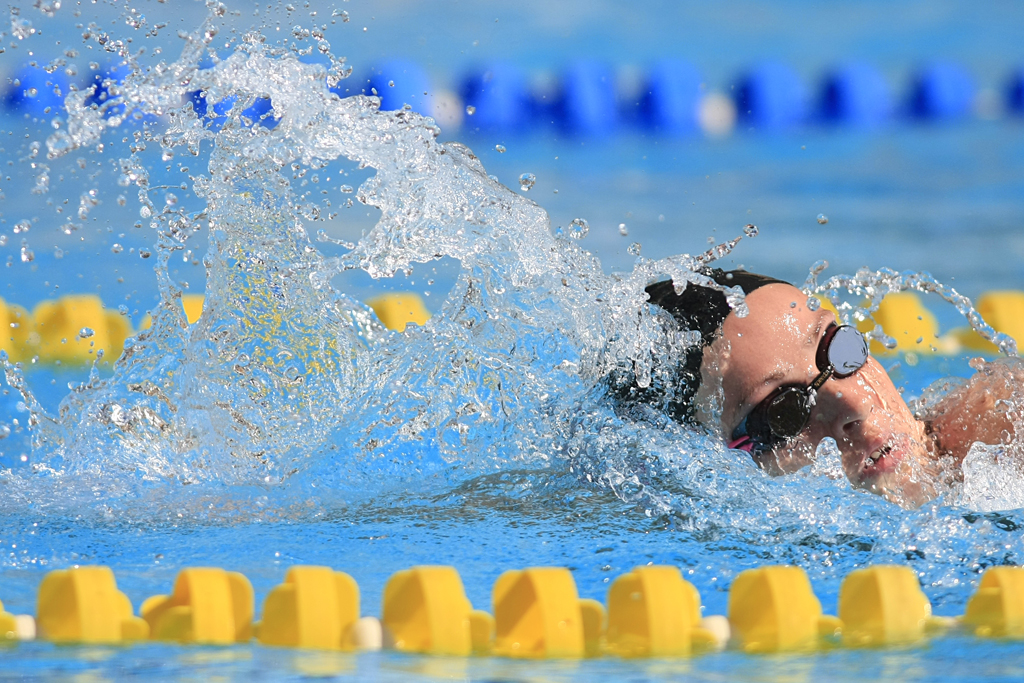
Köbrich compitiendo en Río de Janeiro en 2009.

Por otro lado, en el Campeonato Mundial de Natación de 2007, fue la primera nadadora chilena que consiguió entrar a una final de un mundial, clasificando en el octavo lugar con un tiempo de 16:22,18, rompiendo el récord sudamericano que ella misma ostentaba. En tanto, en la final quedó en la séptima posición haciendo un tiempo de 16:27,13, quedando por encima de la francesa Laure Manaudou. Con eso, se convirtió en la nadadora chilena que logra llegar más alto en un campeonato mundial, porque clasificó a la final y quedó séptima en la misma.
En 2008 participó de los Juegos Olímpicos de Pekín, en los 800 metros libres y en 10 km aguas abiertas, competencias en las que no tuvo buenos resultados.
En el Mundial de Natación 2009, consiguió un lugar histórico para Chile y se posicionó en el 4.º lugar en 1500 metros. Con un tiempo de 15:57,57, logró el nuevo récord nacional y sudamericano.
Fue galardonada con el «Premio al mejor deportista de Chile» en diciembre de 2009 por el Círculo de Periodistas Deportivos de Chile.

### 2010-2012
En la novena edición de los Juegos Suramericanos, realizados en marzo de 2010 en Medellín, Colombia, obtuvo un total de 3 medallas, una de oro y dos de plata.
El 28 de agosto de 2010, Kristel Köbrich estableció un nuevo récord sudamericano en los 1500 metros libre, en el torneo Interfederativo de Argentina, disputado en Córdoba, en una piscina de 25 metros. La nadadora ganó con 15'53"81, tiempo que dejó atrás su anterior máximo registro de la distancia, con una marca de 16:02,11, realizada en 2005.
Tuvo una destacada participación en los Juegos Panamericanos de 2011, celebrados en Guadalajara, México. En los 400 metros libre, prueba que no es su especialidad, logró medalla de bronce. El 19 de octubre ganó la primera medalla de oro para Chile en la historia de la natación chilena en unos Juegos Panamericanos y además la primera medalla de oro en dichos juegos para la delegación chilena, en los 800 metros libre.
No tuvo una buena actuación en los Juegos Olímpicos, tras terminar decimocuarta en los 800 metros libres, con un tiempo de 8:28,88, sin lograr avanzar a la final.

### 2013- 2023
En julio de 2013, Köbrich vuelve a brillar a nivel mundial, al clasificar a la final de los 1500 metros libres del Campeonato Mundial de Natación de 2013, con un tiempo de 15:54,30, batiendo de paso el récord sudamericano de la especialidad. Lamentablemente, en la final no pudo ratificar su gran actuación del día anterior al finalizar sexta, con un tiempo inferior al registrado en las clasificatorias.
En noviembre disputa los Juegos Bolivarianos de 2013 en Trujillo, Perú, obteniendo un bronce en 400 m combinado, dos platas (400 m y 800 m libres) y un oro en 1500 m libres. Además, logra llegar a la final en otras tres pruebas.
En marzo del año siguiente participó en los Juegos Suramericanos de Santiago 2014, donde obtuvo cinco medallas: una de bronce, en los 3 km de relevos mixtos, dos de plata, en 400 y 800 metros, y dos de oro, en los 1500 metros libres y en los 10 kilómetros en aguas abiertas.
En octubre de 2023 obtuvo medalla de plata para el Team Chile en la competición de 1500 metros libre de los Juegos Panamericanos de Santiago. Desde marzo de 2024, el Centro de Entrenamiento y Competencias de Deportes Acuáticos del Parque Deportivo Estadio Nacional lleva su nombre.

## Marcas personales
Las mejores marcas personales de Köbrich registradas por la FINA son:

### Piscina larga
| Prueba        | Tiempo   | Competición                       | Fecha               | Notas  |
| ------------- | -------- | --------------------------------- | ------------------- | ------ |
| 200 m libres  | 2:04,24  | XXII Canet International Meet     | 6 de junio de 2012  | RN     |
| 400 m libres  | 4:11,32  | 2012 Indianapolis Grand Prix      | 29 de marzo de 2012 | RN     |
| 800 m libres  | 8:26,75  | XV Campeonato Mundial de Natación | 28 de julio de 2013 | RN     |
| 1500 m libres | 15:54,30 | XV Campeonato Mundial de Natación | 28 de julio de 2013 | RS, RN |

### Piscina corta
| Prueba        | Tiempo   | Competición                                       | Fecha                   | Notas  |
| ------------- | -------- | ------------------------------------------------- | ----------------------- | ------ |
| 200 m libres  | 1:59,53  | X Campeonato Mundial de Natación en Piscina Corta | 15 de diciembre de 2010 | RN     |
| 400 m libres  | 4:02,67  | Copa Mundial de Natación de 2009                  | 14 de noviembre de 2009 | RS, RN |
| 800 m libres  | 8:08,02  | Copa Mundial de Natación de 2009                  | 14 de noviembre de 2009 | RS, RN |
| 1500 m libres | 15:51,44 | Top times                                         | 10 de mayo de 2010      | RS, RN |

## Competencias internacionales
| Año  | Campeonato                                       | Lugar                   | Resultado | Distancia    | Marca        | Ref.   |
| ---- | ------------------------------------------------ | ----------------------- | --------- | ------------ | ------------ | ------ |
| 2004 | Juegos Olímpicos de Atenas                       | Atenas, Grecia          | 15º       | 800 m        | 8:40,41 s    | [ 17 ] |
| 2007 | Campeonato Mundial de Natación                   | Melbourne, Australia    | 7º        | 1500 m       | 16:27,13 s   | [ 18 ] |
| 2008 | Campeonato Mundial de Natación en Aguas Abiertas | Sevilla, España         | 33º       | 10 km        | 2:04:43,04 s | [ 19 ] |
| 2009 | Campeonato Mundial de Natación en Aguas Abiertas | Ostia, Italia           | 6º        | 5 km         | 57:17,1 s    | [ 20 ] |
| 2009 | Campeonato Mundial de Natación                   | Roma, Italia            | 4º        | 1500 m       | 15:57,57 s   | [ 21 ] |
| 2011 | Campeonato Mundial de Natación                   | Shanghái, China         | 4º        | 1500 m       | 16:05,11 s   | [ 22 ] |
| 2012 | Juegos Olímpicos de Londres                      | Londres, Reino Unido    | 14º       | 800 m        | 8:29,55 s    | [ 23 ] |
| 2013 | Campeonato Mundial de Natación                   | Barcelona, España       | 6º        | 1500 m       | 16:01,94 s   | [ 24 ] |
| 2015 | Campeonato Mundial de Natación                   | Kazán, Rusia            | 7º        | 1500 m       | 16:06,55 s   | [ 25 ] |
| 2017 | Campeonato Mundial de Natación                   | Budapest, Hungría       | 6º        | 1500 m       | 16:13,46 s   | [ 26 ] |
| 2017 | Copa del mundo en piscina corta                  | Moscú, Rusia            | 2º        | 800 m        | 8:18,88 s    | [ 27 ] |
| 2017 | Copa del mundo en piscina corta                  | Moscú, Rusia            | 5º        | 400 m        | 4:05,93 s    | [ 27 ] |
| 2017 | Copa del mundo en piscina corta                  | Berlín, Alemania        | 4º        | 400 m        | 4:05,40 s    | [ 28 ] |
| 2017 | Copa del mundo en piscina corta                  | Eindhoven, Países Bajos | 3º        | 800 m        | 8:14,11 s    | [ 29 ] |
| 2018 | TYR Pro Swim Series                              | Austin, Estados Unidos  | 1º        | 1500 m       | 16:17,11 s   | [ 30 ] |
| 2018 | TYR Pro Swim Series                              | Austin, Estados Unidos  | 2º        | 800 m        | 8:35,65 s    | [ 31 ] |
| 2018 | TYR Pro Swim Series                              | Austin, Estados Unidos  | 6º        | 400 m        | 4:15,89 s    | [ 32 ] |
| 2023 | Juegos Panamericanos Santiago 2023               | Santiago, Chile         | 2º        | 1500 m libre | 16:14,59 s   | [ 14 ] |